# Josep Pin i Soler

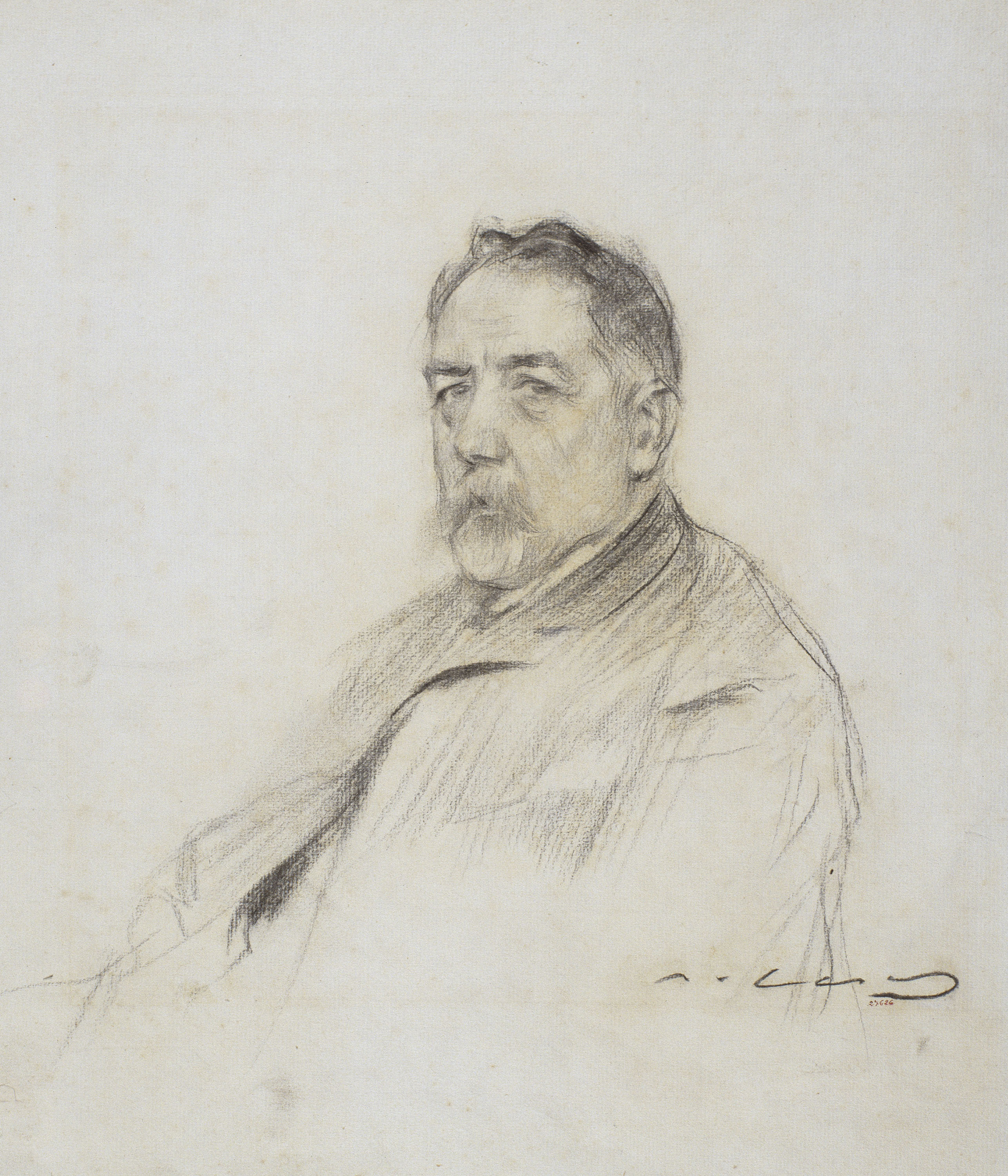
Josep Pin i Soler, teckning av Ramon Casas.

Josep Pin i Soler, född 11 maj 1842 i Tarragona, död där 1927, var en spansk (katalansk) författare.
Efter några obeaktade försök framträdde Pin i Soler plötsligt som en av Spaniens, främst den katalanska litteraturens, med La família des Garrigues (3 band, den sista med titeln Jaume i Niobe 1888). Romanerna präglas av ingående lokalskildringar och ingående psykologiska porträtt. Pin i Soler har även författat komedier och dramer samt "Varia" med växlande innehåll. Han romaner är författade på tarragonsk dialekt.